# Altmäe
Altmäe es una aldea del municipio de Nõo, en el condado de Tartu, Estonia. Tiene una población estimada, en 2021, de 31 habitantes.
Está ubicada en el centro-sur del condado, cerca del río Emajõgi, del lago Võrtsjärv y de la frontera con el condado de Viljandi.